# Joannicjusz (patriarcha Jerozolimy)
Joannicjusz – chalcedoński patriarcha Jerozolimy w XI w. (w okresie po 1020 r. – przed 1084 r.).